# Daniela Meuli
Daniela Meuli, née le 6 novembre 1981, est une snowboardeuse suisse, spécialiste du slalom parallèle.

## Palmarès

### Jeux olympiques d'hiver
- Jeux olympiques de 2006 à Turin ( Italie) :
  -  Médaille d'or en Slalom géant parallèle.

### Championnats du monde de snowboard
- Championnats du monde de 2005 à Whistler Mountain ( Canada) :
  -  Médaille d'or en slalom parallèle

## Coupe du monde de snowboard
- 1 gros globe de cristal :
  - Vainqueur du classement général de la Coupe du monde en 2006.
- 3 petits globe de cristal :
  - Vainqueur du classement slalom parallèle en 2004, 2005 et 2006.
- 39 podiums dont 22 victoires en  Coupe du monde.